# Parti national religieux (1956)
Pour les articles homonymes, voir Parti national religieux.
Le Parti national religieux (hébreu : מפלגה דתית לאומית, Miflaga Datit Leumit, communément appelé par son acronyme hébreu Mafdal (מפד"ל)  était un parti politique israélien néosioniste. Formé en 1956, et jusqu'à sa dissolution en 2008, il fut le deuxième plus ancien parti après Agoudat Israel, et fit partie de chaque coalition gouvernementale jusqu'en 1992. Se plaçant traditionnellement et pratiquement au centre droit de l'échiquier politique israélien, il s'orienta dans ses dernières années vers la droite, s'associant de plus en plus avec les colons israéliens et, à la fin, devient membre d'une alliance politique avec le parti de droite dure Union nationale. Les élections législatives israéliennes de 2006 virent le parti n'obtenir que 3 sièges, le résultat électoral le plus mauvais de son histoire. En novembre 2008, les membres du parti votèrent la dissolution pour rejoindre le nouveau parti Le Foyer juif créé par fusion du Parti national religieux et de la plupart des factions de l'Union nationale. Cependant, la plupart des anciens membres de l'Union nationale quittèrent le nouveau parti peu après sa création.

## La base: le sionisme religieux et ultranationaliste
Le sionisme religieux est une faction orthodoxe au sein du sionisme combinant la croyance en la fondation d'un État juif sur la Terre d'Israël suivant un mode de vie religieux, contrairement au sionisme séculier et au mouvement orthodoxe Haredi.
Le fondateur spirituel et idéologique du mouvement était le rabbi Abraham Isaac Kook, qui exhorta les jeunes Juifs religieux à s'établir en Israël et appela les sionistes sociaux à prêter plus d'attention au judaïsme. Le rabbi Kook considérait le sionisme comme partie du plan divin qui résulterait en le retour du Peuple juif sur sa terre, Israël, et finalement, l'arrivée du Messie.
Après la guerre de 1967 et la conquête de Jérusalem-Est, de la Cisjordanie (Judée et Samarie), du plateau du Golan et du Sinaï, le mouvement s'est radicalisé et a prôné l'annexion de ses territoires et souvent l'expulsion de ses habitants arabes. Les sociologues et les historiens font référence à cette évolution idéologique du sionisme religieux en tant que néosionisme.

## Histoire

### Origines
Le Parti national religieux (PNR) fut créé par la fusion de deux partis, le Mizrahi et le Hapoel Hamizrahi, en 1956. Les deux partis avaient participé aux élections législatives de 1955 sur une liste commune sous le nom de Front national religieux. Les fondateurs du parti étaient Yosef Burg et Haim-Moshe Shapira (venant tous les deux du Hapoel Hamizrahi), qui orientèrent son activité sur le statut du judaïsme dans le cadre de la société israélienne. Tout au long de son existence, le PNR a tenté de maintenir la pertinence du judaïsme sur des questions telles que les lois sur le statut personnel en Israël, l'éducation, la culture, et les questions municipales comme les interdictions de vendre de la nourriture non-casher (dans des zones dédiées, et occasionnellement dans toute la municipalité), ou du transport et des activités publiques durant le Shabbat.
Le PNR créa un syndicat (sous le même nom que l'ancien parti des travailleurs, Hapoel Hamizrahi), un journal (HaTzofe) et un mouvement de jeunesse (Bneï-Akiva). Seul le mouvement de jeunesse est toujours actif.

### Après la guerre des Six Jours
Les graines du changement furent plantées en 1967, lorsque la victoire israélienne durant la guerre des Six Jours renforça les tendances messianiques parmi les Juifs religieux israéliens, ce qui fit que de nombreux membres du PNR basculèrent plus à droite.
Aux alentours de 1969, une nouvelle génération surgit au sein du PRN, dirigée par Zevulun Hammer et Yehuda Ben-Meir, surnommée « la jeunesse », qui demanda que le parti prenne plus en compte les questions socio-économiques en sus de celles du judaïsme et de l'état moderne. Ils menèrent le PNR vers la droite de la politique israélienne. Le parti a alors évolué vers une ligne nationaliste radicale. Partisan de l'expansion territoriale d’Israël et de l’annexion des territoires occupés.
Le PNR maintenait depuis sa fondation un nombre à peu près constant de 12 représentants à la Knesset. Cependant, en 1981, ce nombre tomba à 6. Les raisons furent diverses : une réduction de son électorat traditionnel, la modération politique de nombreux Juifs orthodoxes, son virage à droite, l'importance grandissante de la séparation gauche-droite en politique israélienne et l'émergence de partis séfarades orthodoxes comme le Tami, puis le Shass.
Le parti fut unique dans le fait qu'il participa à tous les gouvernements israéliens jusqu'en 1992. Durant cette période, il fut un parti du centre, plus intéressé par les problèmes religieux et imperméables aux divisions gauche-droite du public israélien. La collaboration de longue durée entre le PNR et le Parti travailliste (et ses prédécesseurs) est parfois qualifiée de « Ligue historique » (הברית ההיסטורית).
Le parti s'est opposé aux accords d'Oslo.

### Le gouvernement de 2003
Le PNR faisait partie du gouvernement conduit par Ariel Sharon en 2003, dans lequel il avait deux postes de ministres. Effi Eitam était ministre du Logement et Zevulun Orlev ministre du Travail et de l'Assistance sociale. Yitzhak Levy était vice-ministre responsable pour le ministère des Affaires religieuses jusqu'à son démantèlement.
Le parti contribua à la formation de la coalition gouvernementale précédente avec le Likoud, le Shinouï et l'Union nationale, établie sur les principes suivants :
- une ligne politique dure contre le terrorisme palestinien et l'accroissement de l'utilisation de la force militaire dans les opérations d'antiterrorisme.
- soutien à la Feuille de route pour la paix, mais avec la réserve que les Palestiniens doivent arrêter le terrorisme et élire démocratiquement un Premier ministre.
- approbation de la barrière de séparation israélienne, à la condition qu'elle comprenne les plus grandes colonies de Cisjordanie.
- trouver une solution pour les personnes ne pouvant se marier selon la loi juive par la création de quelque chose de similaire au mariage civil.
- imposer aux Haredim le service militaire.
- marquer le caractère juif de l'État d'Israël.
- obliger le Shinouï à ne pas agir unilatéralement pour les questions concernant l'État et la religion, qu'il en discute avec le PNR et arrive à un compromis.

Le parti quitta par la suite le gouvernement et rejoignit l'opposition.

### Le plan de désengagement
Le Plan de désengagement de la bande de Gaza initié par Ariel Sharon provoqua une grande controverse au sein du parti. Ariel Sharon limogea deux ministres de l'Union nationale de son cabinet afin d'obtenir une majorité approuvant le plan au sein de son gouvernement. Le PNR déclara qu'il s'opposait à ce plan et à tout retrait des Juifs vivant à Gush Katif (dans la banque de Gaza). Le parti, malgré l'aide de l'aile droite du Likoud, faillit à arrêter le plan de désengagement.
Finalement, Effi Eitam et Yitzhak Levi démissionnèrent du gouvernement. Cependant, les quatre autres représentants du PNR à la Knesset soutinrent l'opinion d'Orlev pour que le parti reste au sein de la coalition et combatte le désengagement de l'intérieur.
Le groupe du parti à la Knesset se sépara en deux factions :
- l'opposition (Eitam et le rabbi Levi) qui s'était opposée au plan de Sharon et se vit indésirable au sein de la coalition et du gouvernement.
- la coalition (Orlev, Yahalom, Finkelstein) qui avait voté pour rester au sein de la coalition, mais qui désira la quitter lors du démantèlement d'une colonie juive.

Le dernier représentant, Nissan Slomiansky, ne prit pas de position claire, et oscilla entre ces deux factions.
Le 13 septembre 2004, le « centre » du parti (un forum de tous les membres du parti avec droits de vote) vota sur les propositions respectives d'Effi Eitam de démissionner immédiatement du gouvernement et de Zevulun Orlev de quitter le gouvernement seulement lorsqu'il aura approuvé un retrait des colonies. Les deux proposants s'accordèrent sur le fait que la décision du « centre » serait effective Le « centre » soutint la proposition Orlev, indiquant que le PRN resterait au gouvernement à la condition que ce dernier ne soumette pas la question du retrait des implantations israéliennes à un référendum général (משאל עם, Meshal Am), qui demanderait une majorité spéciale, avant que la question ne soit soumise à une décision à la Knesset. Si ce référendum ne se tenait pas, ou si le gouvernement approuvait un retrait de facto des implantations, le parti quitterait le gouvernement. À cette condition, fut ajouté que le parti quitterait le gouvernement si :
- le gouvernement approuvait le démantèlement des implantations israéliennes.
- la Knesset approuvait des lois sur l'évacuation et la compensation de cette évacuation.
- le parti travailliste rejoignait le gouvernement et la coalition.
- un référendum général sur le désengagement ne se tenait pas.

Le 9 novembre 2004, après qu'Ariel Sharon eut décliné la demande du PNR de tenir un référendum national sur le désengagement, Zevulun Orlev et le parti quittèrent la coalition et le gouvernement, souhaitant participer aux élections générales dans l'optique du remplacement d'Ariel Sharon par un Premier ministre de droite. Après ce départ, Ariel Sharon possédait une coalition de minorité à la Knesset de 56 représentants sur 120.

### La division
Le 14 février 2005, Effi Eitam fut suspendu de la présidence du parti par la cour d'arbitrage interne du PNR, après qu'il eut quitté le gouvernement contre la décision du « centre ». Fâchés après cette suspension, Effi Eitam et Itzhak Levi annoncèrent leur séparation officielle du PNR pour former un nouveau parti, le Parti national religieux sioniste renouvelé (à présent nommé Ahi) le 23 février. Le nouveau parti devint membre de l'Union nationale, alliance du Moledet et du Tkuma, lui-même ancien courant de droite du PNR. À ce moment, l'Union nationale comprenait aussi le parti laïc russe Israel Beytenou, qui choisit par la suite de participer de manière indépendante aux élections législatives de 2006.

### Alliance avec l'Union nationale
En raison de son affaiblissement, le PNR décida finalement de rejoindre une liste commune avec l'Union nationale pour les élections de 2006, comprenant Effi Eitam et Itzhak Levi. La liste commune, du nom de « Union nationale - PNR » (hébreu :האיחוד  האיחוד הלאומי-מפדל, HaIkhud HaLeumi - Mafdal) et remporta 9 sièges, dont 3 dévolus au PNR.
Le 3 novembre 2008, le parti annonça une fusion avec l'Union nationale, le Tkuma et le Moledet afin de former un nouveau parti de droite, la future Maison Juive. Zevulun Orlev indiqua qu'il constituerait l'« unité du camp sioniste religieux. Tout le monde peut soumettre sa candidature. Ce n'est pas un avantage ou quoi que ce soit d'autre pour les membres actuels de la Knesset. ».
Le 18 novembre, les membres du PNR votèrent la dissolution de leur parti afin de rejoindre le nouveau parti de droite créé par cette fusion du PNR et de la plupart des courants de l'Union nationale.

## Idéologie

### Lignes principales
Le PNR était un parti sioniste et prônait Israël comme un « état démocratique juif ». Le but principal du parti était de contribuer au maximum à l'état d'Israël et d'influer son caractère pour plus le judaïser, ainsi qu'à combattre pour sa protection et à maintenir sa sécurité.

« La croyance centrale en « la Terre d'Israël pour le Peuple d'Israël selon la Torah d'Israël » conduit le PNR à faire tout le possible pour la sécurité et l'intégrité de la Terre d'Israël. Le PNR aspire à influencer la politique depuis l'intérieur du gouvernement, et donc à continuer à préserver Eretz Israel. »

Contrairement aux partis haredim (Shass et Yahadut Hatorah), le PNR ne promeut pas la notion de Medinat Halacha (état halakhique), une théocratie gouvernée selon la loi juive. Le parti veut la conservation du caractère démocratique d'Israël grandissant le Peuple d'Israël. Il aspire à encourager les Juifs à devenir meilleurs en agissant comme modèles et en enseignant le judaïsme aux autres Israéliens par exemple. Le PNR veulent que les Juifs haredim effectuent leurs trois ans de service militaire obligatoire.
Le PNR soulignait l'unité nationale et souhaitait travailler comme un pont entre les différentes composantes de la société israélienne.

« Religieux et laïcs, Séfarades ou Ashkénazes, droite ou gauche, anciens et nouveaux immigrants, nous sommes un seul peuple. Le PNR travaille à l'unité nationale, l'absorption de l'immigration, et rassembler tous les gens de toutes les composantes de la population. Sans haine et sans coercition. Doucement, plaisamment, et en souriant. »

Le PNR appelait ce principe Ahavat Israel אהבת ישראל (« amour d'Israël »).
Le parti patronnait la plupart des écoles nationales religieuses (חינוך ממלכתי-דתי), qui enseignent le judaïsme et les matières scolaires générales comme les mathématiques, l'anglais, la littérature, la physique, la biologie, etc. Il soutenait certaines préparations militaires délivrant un enseignement supérieur aux futurs officiers et commandants de Tsahal. En plus de ces financements, le parti finançait les Yechiva et les Batei Midrash, centres destinés à l'étude de la Torah. Il avait aussi lancé les Yeshivot Hesder, où les soldats religieux combinent service militaire actif et étude de la Torah.

« Le PNR promeut activement la Torah en Israël et renforce les institutions religieuses nationales. Instituts d'études rabbiniques sionistes, Kolles sionistes, Yeshivot gevohot, Hesder Yeshivot, Yeshiva, et autres. Le PNR soutient les rabbins sionistes à devenir enseignants en Yechiva, et guides spirituels dans les villes et les quartiers. »

Le parti croyait que la Terre d'Israël est sacrée et appartient aux Juifs sur la base de la promesse de Dieu à Abraham puis à Isaac et Jacob. Ses membres croyaient que la colonisation totale de la terre et sa culture relevaient de la volonté divine. Ce principe eut un rôle énorme sur la politique du PNR sur la Cisjordanie et dans le conflit israélo-palestinien.

### Religion et état
La politique du PNR était qu'Israël devrait affirmer son caractère spécifique juif et souligner son lien au judaïsme.
Le parti indiquait que les affaires relevant de la vie privée (comme le mariage juif, le divorce ou l'inhumation) devaient rester sous le contrôle des rabbins d'Israël (ou des représentants des autres religions pour les non-Juifs).
Le PNR prétendait que l'état juif devait montrer du respect pour la religion juive en observant le Shabbat et en servant de la nourriture casher dans ses institutions et organisations (comme Tsahal, les transports publics, la police ou les organismes gouvernementaux).
Le parti, à l'instar des partis politiques orthodoxes en Israël, voulait une réforme des lois israéliennes faisant que les convertis au judaïsme voulant immigrer en Israël en vertu de la Loi du retour ne peuvent voir leur requête acceptée que si leur conversion a été effectuée selon des standards orthodoxes stricts. Ce fut une question controversée, des partis laïcs indiquant que cela saperait les relations d'Israël au monde, et en particulier avec les Juifs américains.
Considérant les conversions au judaïsme en Israël, le PNR tint les mêmes positions que les partis laïcs, et s'opposait aux idées des partis haredim et en particulier au Shass. Le parti voulait que le Grand-Rabbinat fasse en sorte de faciliter les procédures pour les non-Juifs voulant se convertir, suivant les recommandations du Comité Neeman (ועדת נאמן). Il appela aussi à la restauration de la clause de nationalité (לאום « Leom ») sur les cartes d'identité israéliennes. Les deux questions sont liées à des débats publics sur l'arrivée d'immigrants russes suspectés de ne pas être juifs selon la loi juive.
La question de la conscription militaire des étudiants en yeshiva fut une question particulièrement sensible dans la rhétorique du parti. Historiquement, le PNR favorisa les lois permettant à ces étudiants d'éviter le service militaire et tint cette position pendant longtemps. Cela vint à s'opposer à l'idéologie du parti et de ses soutiens alors que le parti glissait vers la droite et que le nombre de ces étudiants s'accroissait énormément, conduisant à supposer que nombre d'entre eux n'étaient pas de véritables étudiants. Dans les années 2000, le PNR indiqua de manière explicite que la participation à l'armée israélienne était un mitzvah et une obligation morale, et appuya sur le fait que sa « jeunesse d'élite... serve dans les commandos d'élite et les unités de combats de Tsahal ». Cependant, le PNR ne rejeta pas certains arrangements, pas plus qu'il ne suggéra de limiter le nombre d'étudiants non-conscrits de quelque façon que ce soit.

### Le conflit israélo-palestinien et la colonisation
Les positions du PNR sur le conflit israélo-palestinien peuvent être résumées comme :
- il n'y a qu'un état entre le Jourdain et la Mer Méditerranée, Israël. Aucune entité arabe indépendante (comme un état palestinien éventuel) n'existera entre ces limites.
- aucune partie d'Israël ne sera donnée à une autorité ou un gouvernement étranger.

Cependant, le parti approuvait l'octroi d'une autonomie de gouvernement aux Arabes palestiniens, soumise à l'autorité d'Israël seulement en matière de sécurité et d'affaires étrangères (comme les frontières et la diplomatie), sans démantèlement des colonies juives.
Le PNR réagit à la Seconde Intifada en demandant une réponse militaire dure par Israël afin de « déraciner l'infrastructure terroriste ». Il appela aussi à la suppression de l'Autorité palestinienne et à une nouvelle déportation de l'OLP en Tunisie. Le parti était persuadé qu'Israël pouvait arrêter la violence palestinienne par l'action militaire.
Le PNR utilisait un discours essentiellement religieux pour justifier ses positions. Il insistait sur le fait que la Cisjordanie (désignée sous les termes bibliques de Judée et Samarie) fait partie des anciens royaume d'Israël et de Juda et ainsi appartient de plein droit à l'Israël moderne. De plus, le parti considérait les implantations juives comme une conséquence du mitzvah de colonisation de la Terre d'Israël. Nombre de sympathisants et de représentants à la Knesset du parti sont des colons.

### Questions sociales et assistance
Le PNR n'adhérait à aucune doctrine économique (comme le marxisme ou le capitalisme). Cependant, le parti croyait que la société israélienne et l'État d'Israël devraient aider les pauvres et les nécessiteux, s'appuyant sur les 613 commandements de la Torah. Le membre le plus connu du parti pour ces questions était Zevulun Orlev (qui servit comme ministre du Travail et de l'Assistance sociale). Cependant, ces questions n'étaient pas centrales dans la rhétorique ou l'agenda du parti.

### Critique
Certaines critiques du PNR indiquaient qu'il était trop centré sur les implantations juives en Cisjordanie, et négligeait d'autres questions telles que l'éducation, la responsabilité sociale et l'Ahavat Israel (« Amour d'Israël », c'est-à-dire des autres Juifs).
Les critiques de gauche insistaient sur l'entêtement du parti à conserver les implantations comme un « obstacle à la paix » alors que celles de droite disaient que le PNR n'insistait pas assez auprès du gouvernement pour que celui-ci utilise la force militaire contre le terrorisme palestinien.
Les critiques des partis religieux comme le Shass ou Agoudat Israel attaquaient le PNR sur le fait d'avoir fait partie des coalitions gouvernementales avec des partis ultra-laïcs comme le Shinouï (parfois décrit comme anti-religieux), et pour ne pas en faire assez pour conserver le caractère juif d'Israël. Le parti, par exemple, ne montra que peu, voire aucune, d'opposition ou de résistance à l'encontre de la décision de l'ancien ministre de l'Intérieur Avraham Poraz de ne pas renforcer l'interdiction de la vente de pain durant Pessah (alors que manger du pain est une infraction hametz selon le judaïsme orthodoxe).
En dépit de ces critiques, le PNR avait une réputation d'honnêteté et de sens du devoir envers ses obligations parlementaires. Aucun de ses représentants à la Knesset ne fut accusé de corruption.